# بید علفی قفقازی
بید علفی قفقازی، بید علفی تماشایی، علف خر یامی (نام علمی: Epilobium stevenii) نام یک گونه (زیست‌شناسی) از سرده بید علفی است.